# Wojna króla Wilhelma
Wojna króla Wilhelma – wojna kolonialna (część Wojny Ligi Augsburskiej) w Ameryce Północnej, prowadzona pomiędzy Anglią a Francją w latach 1689 do 1697. Teatrem działań były północno-wschodnie obszary kontynentu.
W pierwszej fazie wojny siły francuskie prowadzone przez przyszłego założyciela Luizjany, Pierre LeMoyne d’Iberville, działając z bazy w Nowej Francji, uderzyły na tereny zajmowane przez Kompanię Zatoki Hudsona na Ziemi Ruperta i zajęły wszystkie forty i faktorie kompanii. Kulminacją tych działań była bitwa na Zatoce Hudsona. Francuzi zdołali opanować również Nową Fundlandię. Przy pomocy indiańskich sojuszników, Francuzi prowadzili działania dywersyjne wzdłuż północnych granic Nowej Anglii. W odpowiedzi na ofensywne kroki Francuzów, William Phips, pierwszy gubernator królewski Massachusetts, przeprowadził kontrofensywę, która doprowadziła do zajęcia Akadii. Brytyjczycy planowali dalszą ofensywę na Nową Francję, lecz utknęła ona w martwym punkcie, sprowadzając się do granicznych potyczek. Wojnę zakończył traktat w Rijswijk zawarty w 1697, przywracający status quo ante bellum.